# Fusolatirus bruijnii
Fusolatirus bruijnii is een slakkensoort uit de familie van de Fasciolariidae. De wetenschappelijke naam van de soort is voor het eerst geldig gepubliceerd in 1876 door Tapparone-Canefri.